# Ľudovít Lačný
Ľudovít Lačný (* 8. Dezember 1926 in Banská Štiavnica; † 25. Dezember 2019) war ein  slowakischer Schachkomponist.
Lačný hatte Mathematik studiert und arbeitete als Lehrer und Programmierer.
Lačný wurde von der FIDE 1956 zum Internationalen Preisrichter für Schachkomposition und 2005 zum Internationalen Meister für Schachkomposition ernannt. Er ist der Namensgeber des Lacny-Zyklus, den er 1949 erfunden hat.